# 鲁-马尔松
鲁-马尔松（法語：Rou-Marson，法語發音：[ʁu maʁsɔ̃] ⓘ）是法国曼恩-卢瓦尔省的一个市镇，属于索米尔区。

## 历史
1790年，里乌（Riou）和马尔松（Marson）两地合并为市镇“里乌-马尔松”（Riou-Marson）。1846，鲁村（Rou）并入该市镇，市镇更名为今天的“鲁-马尔松”（Rou-Marson）。

## 地理
鲁-马尔松（47°14'6"N, 0°9'24"W）面积12.66 平方千米，位于法国卢瓦尔河地区大区曼恩-卢瓦尔省，该省份为法国西部内陆省份，大致对应安茹地区，北起顺时针与马耶讷省、萨尔特省、安德尔-卢瓦尔省、维埃纳省、德塞夫勒省、旺代省、大西洋卢瓦尔省和伊勒-维莱讷省接壤。
与鲁-马尔松接壤的市镇（或旧市镇、城区）包括：迪斯特雷、索米尔、莱叙尔姆、韦里。

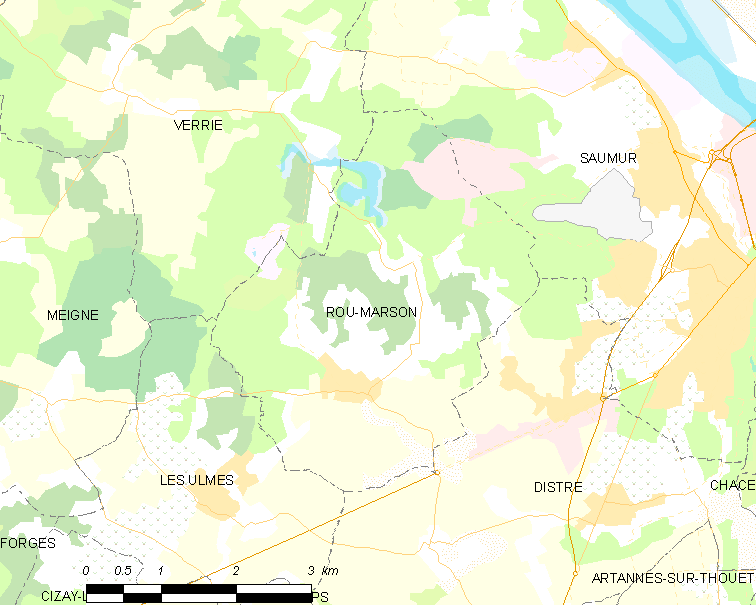
鲁-马尔松的OSM定位图

鲁-马尔松的时区为UTC+01:00、UTC+02:00（夏令时）。

## 行政
鲁-马尔松的邮政编码为49400，INSEE市镇编码为49262。

## 政治
鲁-马尔松所属的省级选区为索米尔县。

## 人口

1962-2008年间鲁-马尔松人口变化图示

鲁-马尔松于2022年1月1日时的人口数量为644人。